# 長島駅
長島駅（ながしまえき）は、三重県桑名市長島町西外面にある、東海旅客鉄道（JR東海）関西本線の駅である。駅番号はCJ06。
運行形態の詳細は「関西線 (名古屋地区)」を参照。

## 歴史
- 1899年（明治32年）11月11日：関西鉄道の弥富駅と桑名駅間の開通に伴い開業する[1]。
- 1907年（明治40年）10月1日：関西鉄道が国有化され、国有鉄道の駅となる[1]。
- 1909年（明治42年）10月12日：線路名称が制定され、関西本線の所属となる。
- 1960年（昭和35年）2月15日：貨物の取扱いを廃止する[1]。
- 1970年（昭和45年）10月1日：荷物の取扱いを廃止し[2]、無人駅となる[3]。
- 1987年（昭和62年）4月1日：国鉄分割民営化により、東海旅客鉄道の駅となる[1]。
- 2006年（平成18年）11月25日：当駅におけるIC乗車カード「TOICA」の供用を開始する。

## 駅構造
島式ホーム1面2線を有する地上駅である。ホームのある上下本線の他、保線車両用の車庫がある。桑名駅管理の無人駅で、駅舎は無く外部とは駅東側にある地下通路で繋がっている。TOICAの対応は簡易改札機で行っているが、自動券売機は設置されていない。また、当駅は集中旅客サービスシステム（現・お客様サポートサービス）の導入対象外となっている。
当駅を含む弥富駅と桑名駅間は木曽三川を跨ぐ橋梁の区間である。なお、関西本線名古屋駅 - 亀山駅間の途中駅で複線区間の中間駅となるのは当駅と朝日駅のみである。
揖斐・長良川橋梁の架け替えに伴い当駅 - 桑名駅間が複線化される以前は、対向式ホーム2面2線を有する列車交換が可能な駅であり、下りホームに小さな駅舎があった。旧ホームがあった場所は現在道路と保線車両の留置線になっている。

### のりば
| 番線 | 路線        | 方向 | 行先             |
| ---- | ----------- | ---- | ---------------- |
| 1    | CJ 関西本線 | 下り | 四日市・松阪方面 |
| 2    | CJ 関西本線 | 上り | 名古屋方面       |

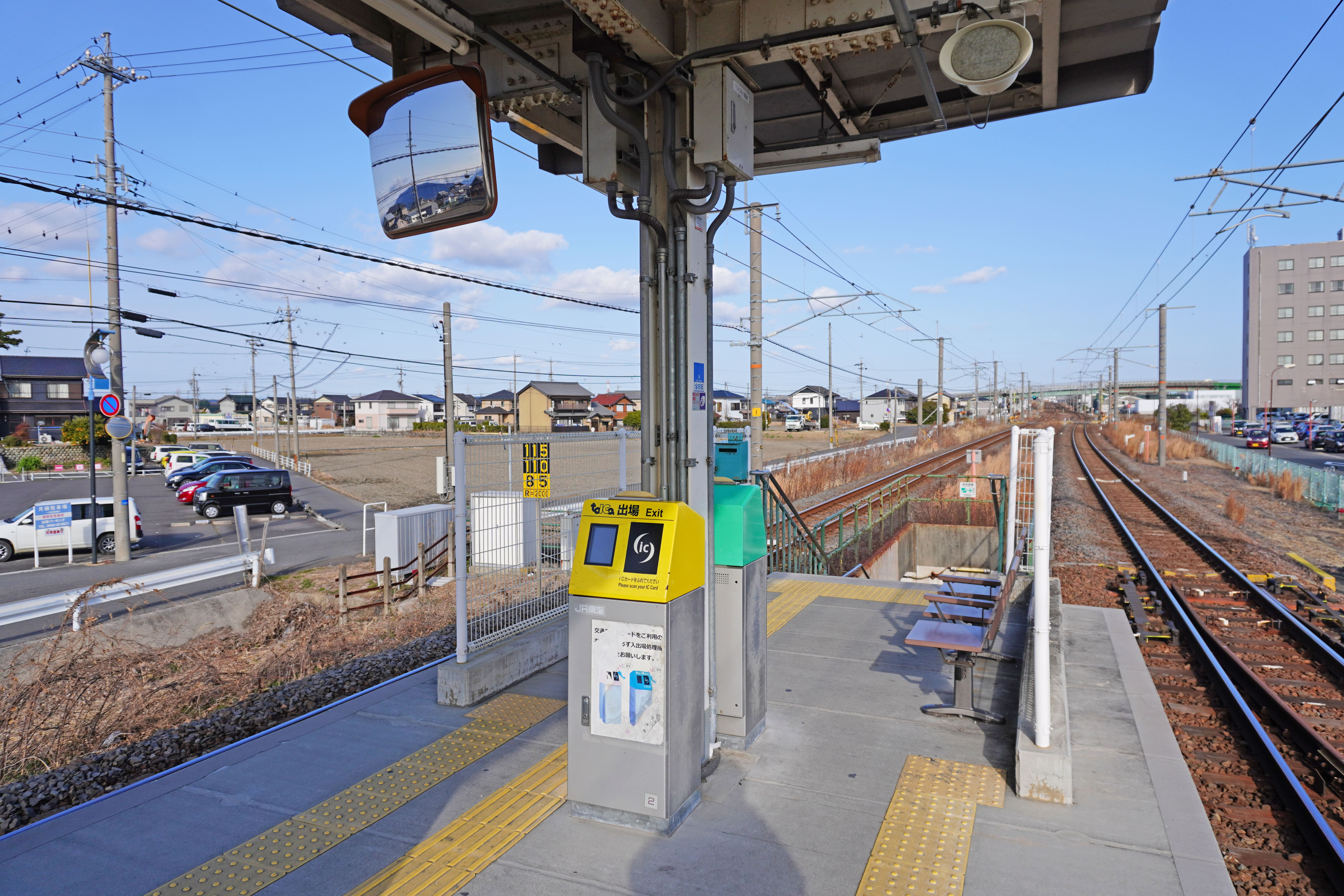
簡易TOICA改札機（2023年1月）
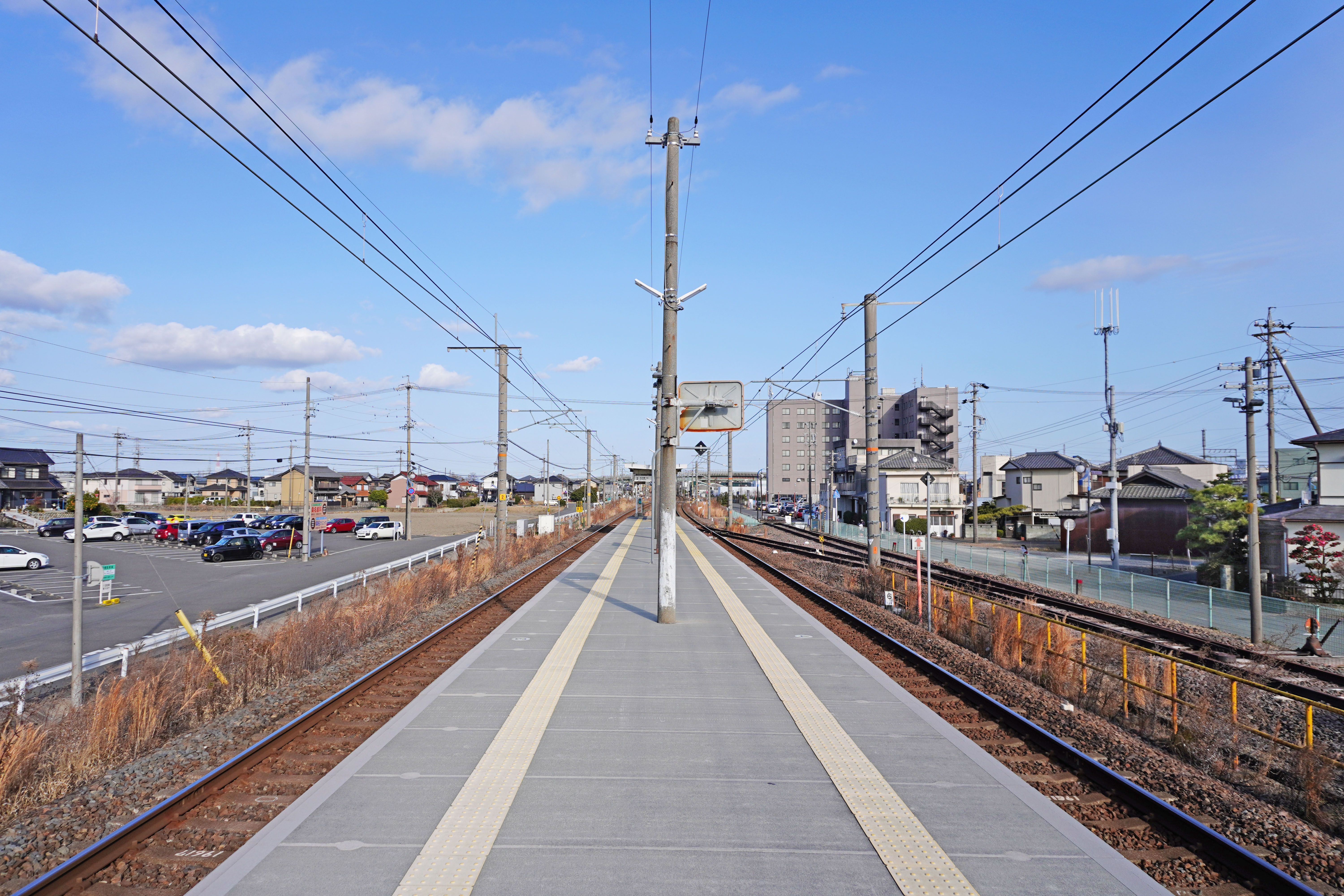
ホーム（2023年1月）

## 利用状況
「三重県統計書」によると、1日の平均乗車人員は以下の通りである。
| 年度   | 一日平均 乗車人員 |
| ------ | ----------------- |
| 1998年 | 315               |
| 1999年 | 360               |
| 2000年 | 384               |
| 2001年 | 335               |
| 2002年 | 332               |
| 2003年 | 344               |
| 2004年 | 368               |
| 2005年 | 364               |
| 2006年 | 382               |
| 2007年 | 387               |
| 2008年 | 412               |
| 2009年 | 440               |
| 2010年 | 443               |
| 2011年 | 457               |
| 2012年 | 452               |
| 2013年 | 463               |
| 2014年 | 484               |
| 2015年 | 524               |
| 2016年 | 550               |
| 2017年 | 565               |
| 2018年 | 558               |
| 2019年 | 570               |
| 2020年 | 427               |
| 2021年 | 447               |
| 2022年 | 475               |
| 2023年 | 526               |

近鉄名古屋線 近鉄長島駅より圧倒的に利用客が少ないが、近鉄より停車駅が少なく、列車によっては近鉄より早く名古屋駅などへ到達できるため少しずつ増加している。

## バス路線
隣接する近鉄長島駅の南側から、定期運行のコミュニティバスおよび、季節運行のなばなの里行きが設定されている。

## 隣の駅
東海旅客鉄道（JR東海）
CJ 関西本線
■快速「みえ」・■快速・■区間快速
通過
■普通
弥富駅 (CJ05) - 長島駅 (CJ06) - 桑名駅 (CJ07)